# Alessandro Salucci
Alessandro Salucci (Florencie, Itálie, 1590 – Řím, Itálie, kolem 1655-60) byl italský malíř, který hrál důležitou roli ve vývoji žánru římských městských vedut. Vytvořil styl capricci, tj. styl imaginárních obrazů městské architektury a přístavů, kde kompozici vytváří často sám umělec.

## Životopis
O mládí Alessandra Salucciho je známo jen málo. Předpokládá se, že se narodil ve Florencii v roce 1590. První písemná zmínka o umělci pochází z roku 1628, kdy je zmiňován v souvislosti s dalšími umělci pracujícími v Římě. Salucci spolupracoval na různých zakázkách jiných malířů.
V roce 1628 vytvořil fresky na zámku rodiny Sacchetti v Castelfusanu. Na výzdobě spolupracoval s Andreou Sacchim a Pietrem da Cortonou. V roce 1634 se Salucci stal členem římské spolku vlámských a holandských malířů pracujících v Římě, spolku Cech Svatého Lukáše (Accademia di San Luca).
V roce 1635 pracoval v kostele Santa Maria in Vallicella (také známém jako „Chiesa Nuova“), kde v kapli Obětování Panny Marie namaloval na klenbu kaple fresky ukazující příběh Hannah, Elkana a mladého Samuela (podle Starého zákona byla Hannah jednou z manželek Elkana a matkou proroka Samuela. Fresky byly namalovány nad dekoracemi Domenica de Coldie v roce 1590.
S vlámským malířem Janem Mielem začal spolupracovat kolem roku 1535. Mnoho jejich společných obrazů se dodnes zachovalo, většinou v soukromých sbírkách. Podobným způsobem spolupracoval s Michelangelo Cerquozzim. Na několika zakázkách spolupracoval s Johannesem Lingelbachem a s malířem Vivianem Codazzim, který tehdy také pracoval v Římě. V letech 1647-48 namaloval velký cyklus fresek v kostele Sant’Elisabetta dei Fornari, který byl zničen v roce 1889.
Salucci zemřel pravděpodobně v Římě po roce 1650.

## Dílo

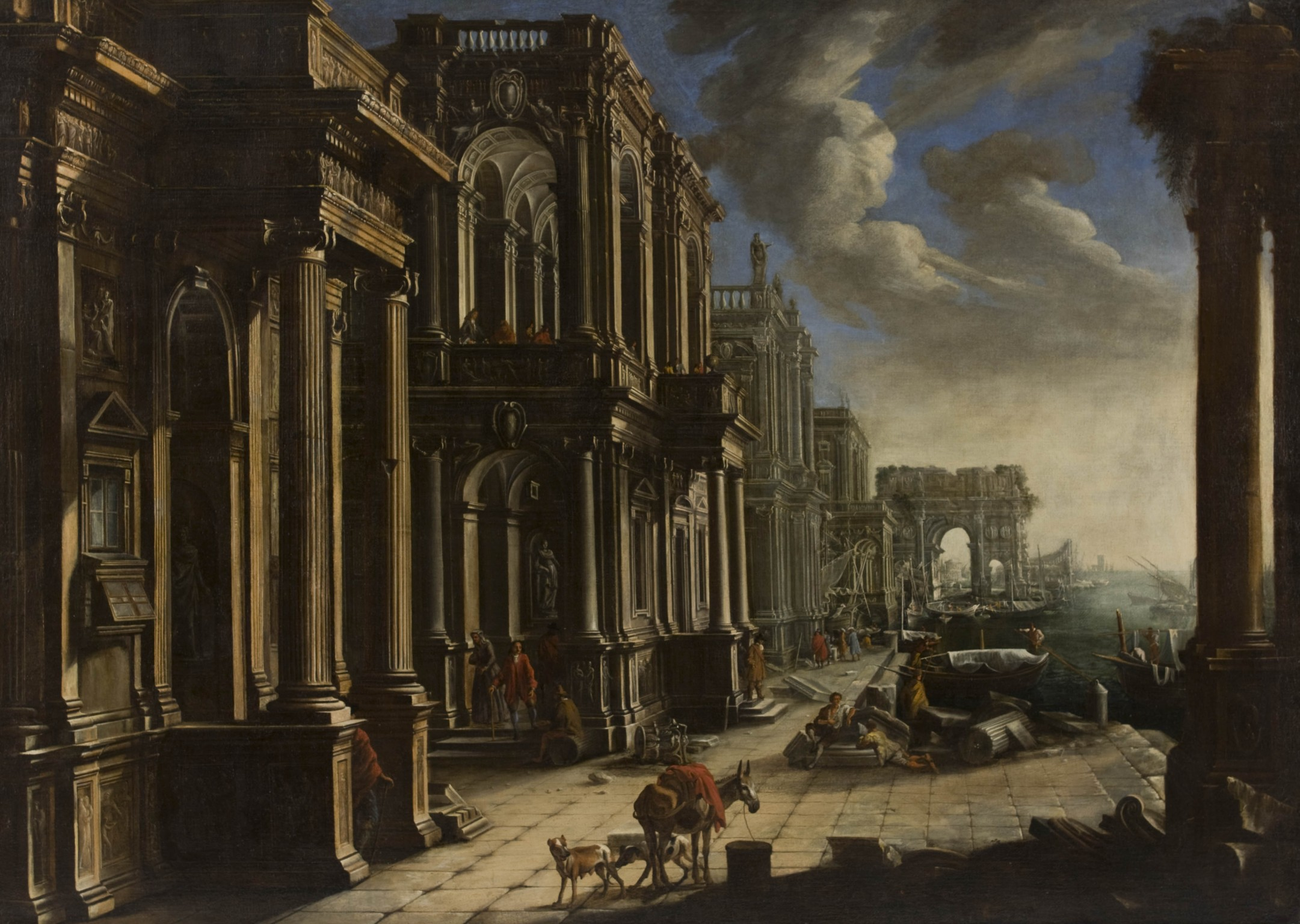
Architektonické capriccio s jónským portikem, fontánou, dvoupodlažní lodžií, gotickým palácem a postavami na nábřeží, výška: 165,1 cm; Šířka: 236,8 cm, olej na plátně, spolupráce s Janem Mielem

### Vlastní práce
Alessandro Salucci je považován za jednoho z významných raných malířů vedut. Tento styl, který Salucci svým uměním proslavil, se stal populární v Římě v polovině 17. století. Umělečtí historici vysvětlují rostoucí popularitu stylu capriccio v Itálii v 17. století jako důsledek přechodu od malby na zakázku, tedy od malby na zakázku k malbě na pro otevřený trh. Obrazy v tomto stylu byly populární hlavně v 17. století, kdy bylo žádáno mít stěny zcela pokryty obrazy stylů a velikostí. Capriccio dodávalo těmto souborům rozmanitost zdůrazněním vertikál a horizontál na obrazech.
Počátky tohoto stylu ze nalézt v malbě vedut v 16. století, zejména v tam, kde byly veduty malovány jako rozsáhlé fresky a stropní dekorace známých jako quadrature (optická iluze v nástropní malbě vytvořená prací s perspektivou, italsky nazývaná "Di sotto in sù" (viděno zdola). Rozvinutí stylu v baroku umožnila složitější konstrukce architektonického prostoru, označovaného jako "Quadratura"). V 17. století se tento styl začal používat nejen na freskách ale i na malířských plátnech.
V tomto stylu tvořila řada umělců. Jedním z nich byl i významný italský barokní malíř Viviano Codazzi, jehož práce Salucciho ovlivnila. Codazziho veduty byly realističtější než veduty Salucciho, který do svých obrazů vložil více kreativity. S elegancí a fantazií si upravil mnoho římských památek. Upřednostňoval světlejší tóny, jeho díla tak ztrácejí jistou dramatičnost.
Na rozdíl od vlámských a nizozemských umělců působících v Římě, kteří usilovali o realismus při zobrazování římských městských scenérií, mnoho Salucciho pohledů na město a přístav nemá za cíl poskytnout realistické ztvárnění objektů. Ve svých kompozicích umisťuje skutečné římské památky vedle objektů vytvořených jen vlastní fantazií, jsou to architektonické iluze, capriccia. Objekty v jeho kompozicích nejsou ukázány s archeologickými detaily, Salucci je používá jako efektní dekoraci. Jeho kompozice obvykle obsahují římské arkády, ty dominují levému středu obrazu, v dálce pak pohled na vodní plochu a postavy umísťuje do popředí. Někdy obměňuje kompozici různými sloupy a dvoupodlažní lodžií.

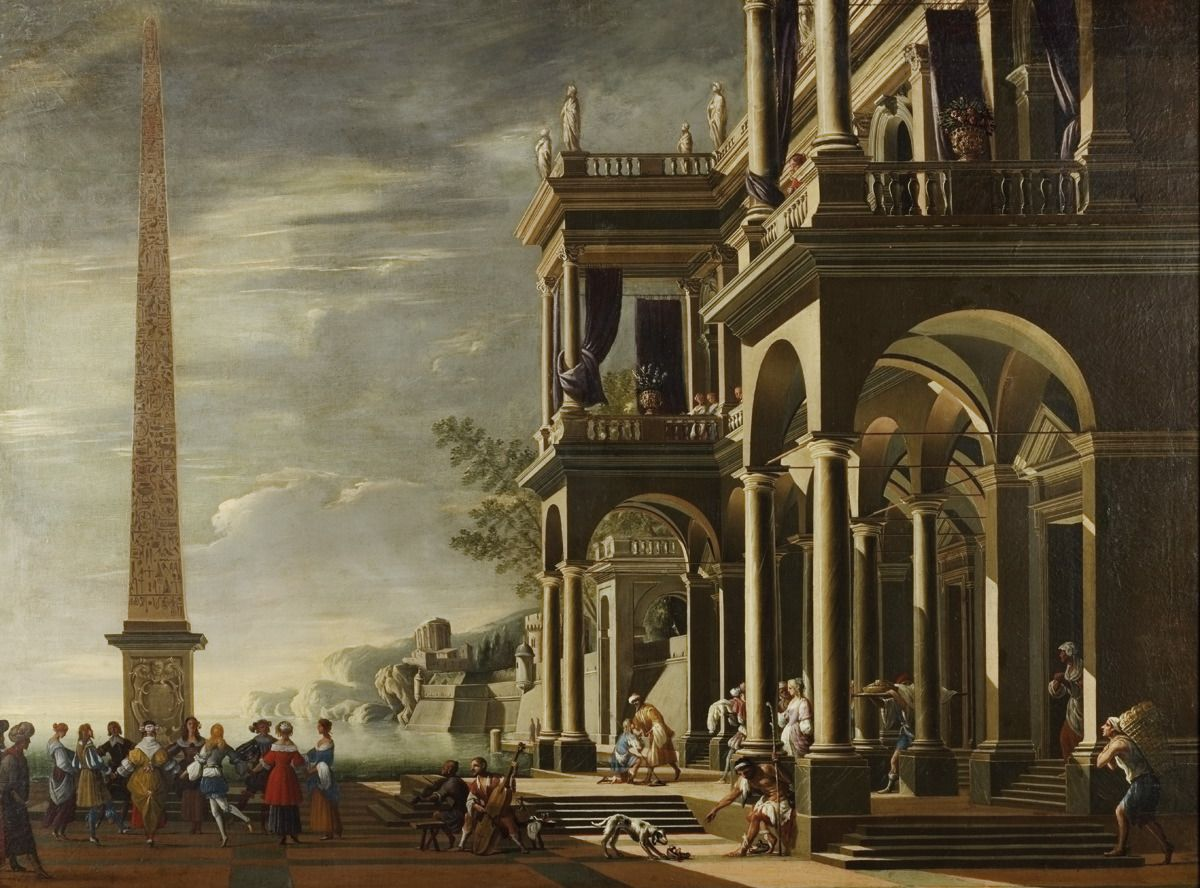
Capriccio Alessandra Salucci

Salucci se inspiroval také klasickými pohledy na moře Clauda Lorraina, který působil v Římě ve 40. a 50. letech 16. století. Claudeovo teplé, zlaté světlo a vyvážená kompoziční struktura lze vidět v Salucciho obrazu Fantasy view with figures (Busiri-Vici collection, Řím), který byl pravděpodobně inspirován Claudeovými pohledy na přístav jako je Seaport with the Embarkation of the Queen of Sheba (Přístav s naloděním královny ze Sáby) z roku 1648. (Národní galerie, Londýn).

### Spolupráce s jinými umělci
Alessandro Salucci často spolupracoval s krajináři. Například spolupracoval s Janem Mielem, Michelangelem Cerquozzim a Johannesem Lingelbachem. Všichni tři malovali stylem bamboccianti, jehož průkopníkem byl nizozemský malíř Pieter van Laer. Bamboccianti přinesli do Itálie styl holandské a vlámské renesanční malby. Na svých plátnech zobrazovali prosté Římany či venkovany.

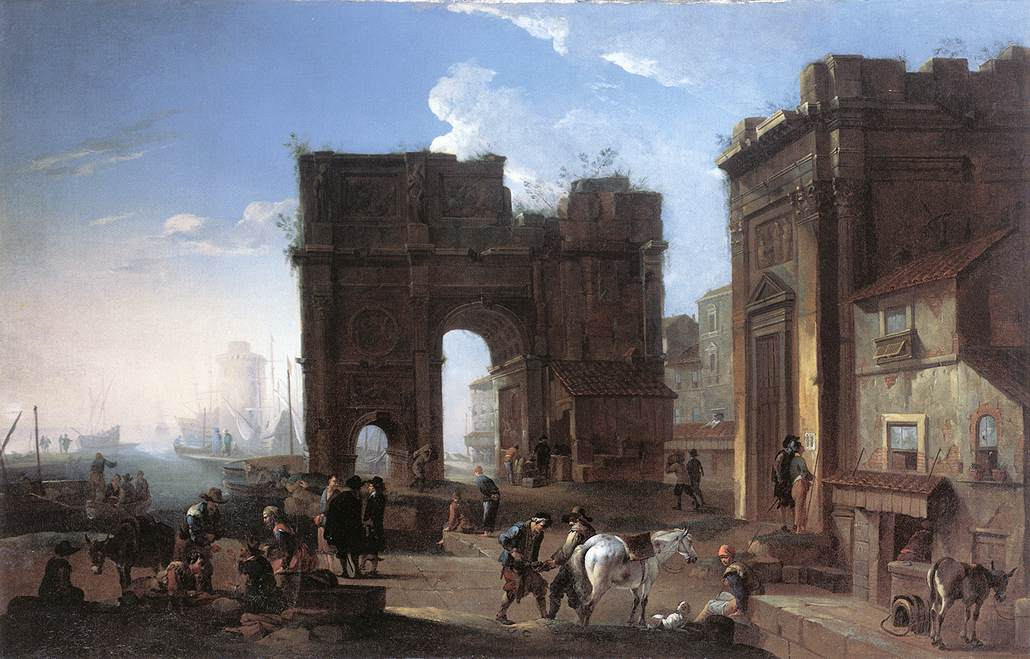
Pohled na přístav s vítězným obloukem, spolupráce s Janem Mieleml

Jan Miel byl Salucciho nejčastějším spolupracovníkem, spolupráce, která byla zahájena v roce 1635 a skončila, když Miel v roce 1658 odešel z Říma do Turína, kde pracoval u dvora savojského vévody Karla Emmanuela II. Jediným datovaným příkladem spolupráce obou umělců je Imaginary Seaport (Muzeum umění v Cincinnati), datovaný rokem 1656.
Miel vynikal v zobrazování příběhů, pro které velké otevřené prostory v Salucciho obrazech poskytovaly vhodné prostředí. Často vložil do jednoho díla více témat. To je patrné v architektonickém capriccio s iontovým portikem, fontánou, dvoupodlažní lodžií, gotickým palácem a postavami na nábřeží (Christie's, Sale 1708, Lot 56), kde vidíme elegantní pár vlevo dole na schodech sloupoví, jiné postavy jsou u studny a hráči karet tvoří jinou, také samostatnou skupinu postav. Mielovy postavy byly typicky farmáři, žebráci, hráči morra, hostinští a nosiči, často smíchaní s elegantně oblečenými muži a ženami, kde architektonické prostředí vytvořené Saluccim ukazovalo všehochuť každodenního římského života.